# Complex Ubiquitina Ligasa Hrd1

## Introducció
El complex ubiquitina ligasa Hdr1 és un complex proteic compost per la ubiquitina ligasa Hrd1 i quatre proteïnes addicionals: Hrd3, Der1, Usa1, Yos9.
La seva funció és dur a terme la ERAD (Endoplasmic-Reticulum-Asssociated Protein Degradation), un procés mitjançant el qual les proteïnes mal plegades presents en el reticle endoplasmàtic són retrotranslocades al citosol, poliubiquitinades i degradades mitjançant els proteosomes.

## Estructura

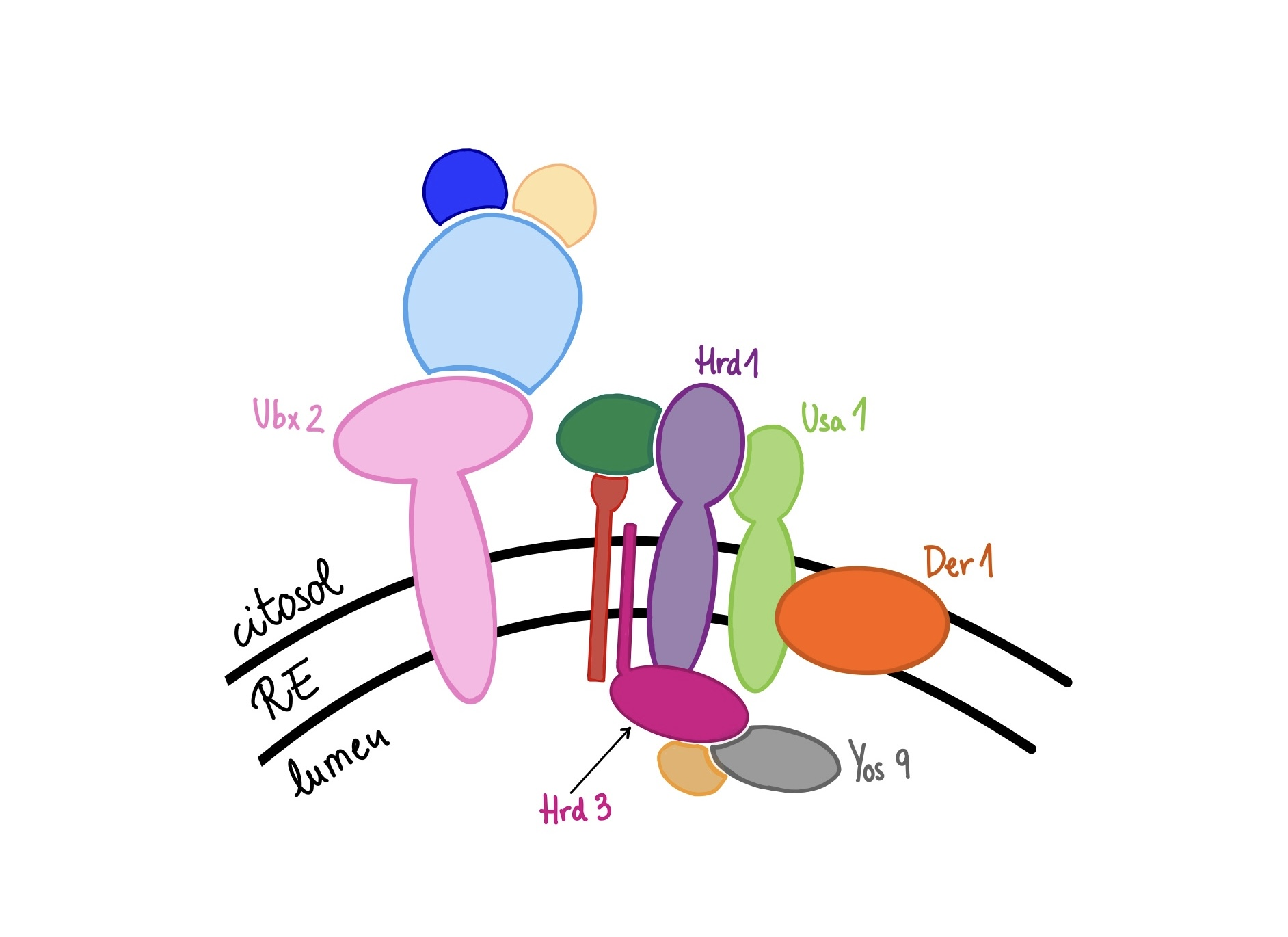
Esquema del Complex Ubiquitina Ligasa Hrd1

El complex ubiquitina ligasa Hrd1 compta amb 551 aminoàcids i es classifica dins dels complexos proteics que modifiquen proteïnes. En aquest cas, està íntimament relacionat amb el procés d'ubiqüitinació.
El domini Hrd1 es tracta del centre estructural d'un gran complex proteic incorporat en la membrana del reticle endoplasmàtic i, per tant, és el que coordina el procés de destrucció de les proteïnes mal plegades.
El complex ubiquitina ligasa Hrd1 compte, a més d'amb el Hrd1, amb diferents subunitats proteiques com; Hrd3, Der1, Usa 1, Yos9. Cadascuna amb una funció diferent.
Hrd1 i Der1 proporcionen un camí per a la cadena polipeptídica, pertanyent a la proteïna mal plegada, a través de la membrana del reticle endoplasmàtic.
Hrd1 conté 8 segments transmembrana, i a més, forma una gran cavitat citosòlica dins de la membrana. Mentre que Der1, és un membre inactiu de la família de les proteases enzimàtiques que posseeix 6 segments transmembrana, i al contrari que Hrd1, una cavitat luminal.
Encara que Hrd1 i Der1 no interactuen fortament entre si, estan units per Usa1, el qual pot oligomeritzar Hrd1. No obstant això, la importància d'aquests oligòmers no és clara perquè els dímers de Hrd1 dependents d’Usa1 no són necessaris per a la ERAD-L.
Basant-se en l'estructura s'ha determinat que Hrd1 i Der1 poden formar dos "mitjos canals" amb cavitats citosòliques i luminals respectivament, en les quals s'insereixen els substrats luminals per a sortir al citosol.
La part luminal del complex proteic està composta per Hrd3 i Yos9. El primer (Hrd3), s'uneix a les proteïnes que presenten defectes en el seu plegament, el que ens suggereix que en aquesta part luminal del complex és on ocorre el reconeixement de substrats. Mentre que el segon (Yos9), compta amb un domini homòleg al receptor de mannosa-6-P, capaç de reconèixer proteoglicans amb una mannosa unida α1,6. De manera que també actua com una espècie d'escàner per a les proteïnes mal plegades.

## Funció
El complex ubiquitina ligasa Hrd1 realitza un paper important dins el procés de degradació de proteïnes mal plegades en el reticle endoplasmàtic (ERAD), dependent del sistema ubiquitina-proteosoma (UPS).
Les proteïnes mal plegades al lumen del reticle endoplasmàtic (RE) és retrotransloquen al citosol i és poliubiquitinen abans de ser degradades al proteosoma. La ubiquitina ligasa Hrd1 s'encarrega de formar el canal de retrotranslocació, canal Hrd1, i s'associa amb altres proteïnes de la membrana (Hrd3, Usa1, Der1, Yos9) per tal de fer-ho.
El canal Hrd1 s'activa per l’autoubiquitinació, una unió covalent entre la proteïna mal plegada i una petita proteïna àcida anomenada ubiquitina. Aquesta unió permet marcar les proteïnes que han de ser destruïdes al proteosoma.
L’autoubiquitinació és contrarestada per l’Ubp1, un enzim desubiquitant que requereix el seu N-terminal per executar l’activitat sobre el Hrd1.
El Hrd3 duu a terme una funció d’aturador de l’autoubiquitinació, mentre que la proteïna Usa1 actua atenuant l’activitat de l’Ubp1 a través d’un efecte inhibidor del seu complex UBL.
L’actuació d’aquesta sèrie de proteïnes del complex Hrd1, condueix a un model on el canal Hrd1 és regulat per cicles d’autoubiquitinació i desubiquitinació.

### Procés ERAD

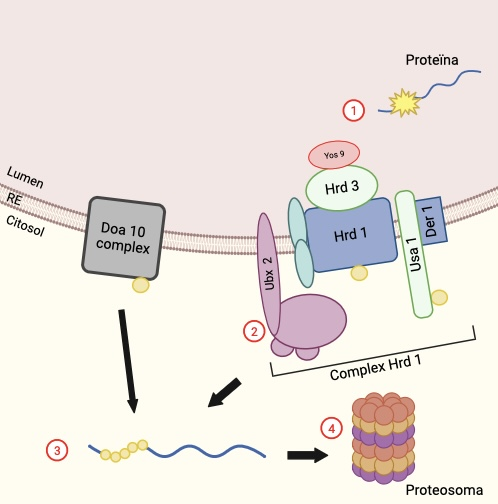
Procés de degradació de proteïnes mal plegades (ERAD)

L’ERAD (Endoplasmic-Reticulum-asssociated Protein Degradation) es basa en el procés que realitzen les proteïnes mal plegades des del seu reconeixement fins a la seva degradació en el proteosoma.
1. El reconeixement de proteïnes mal plegades, en el RE, depèn de la detecció de subunitats dins de les proteïnes, com regions hidrofòbiques, per part de xaperones, les quals permeten a les proteïnes retornar a la seva conformació nativa i portar a cap una correcta funció. Aquelles proteïnes que no poden ser replegades correctament són expulsades per translocació retrògrada al citosol.[10]
2. La proteïna ubiquitina ligasa Hrd1 pot actuar com a retrotranslocon, una mena de canal, per tal de transportar substrats al citosol. Un cop la proteïna estigui identificada amb el marcatge cel·lular d’ubiquitines, el canal de Hrd1 s'obre i permet la sortida de la proteïna cap al citoplasma, on es troba el proteosoma.[11]
3. Finalment, la proteïna poliubiquitinada és reconeguda per subunitats específiques del proteosoma 26S i es realitza la degradació proteosòmica.

## Importància biològica
La importància biològica del complex Ubiquitina Ligasa Hrd1 en el procés ERAD (ER-associated protein degradation), procés que duu a terme la destrucció de proteïnes defectuoses, permet la ubiqüitinació i degradació d'algunes proteïnes que intervenen en diversos processos biològics.
HRD1 com a regulador immunitari
S'ha demostrat que el complex Ubiquitina Ligasa Hrd1 té un paper important en diversos processos immunitaris, com la presentació d'antigen o la regulació de les cèl·lules T i B. La ubiqüitinació de proteïnes víriques està estretament lligada a la presentació d'antígens virals al MHC classe I, ja que la ubiqüitinació d'aquestes facilita la presentació dels antígens. A més a més, el complex Ubiquitina Ligasa Hrd1 col·labora en la regulació del muntatge i l'expressió de MHC I, procurant marcar els complexos mal plegats.
Per altra banda, també participa en la regulació homeostàtica d'alguns components cel·lulars de la immunitat específica. El factor de transcripció Xbp-1 promou l'expressió de Hrd1 en resposta a ER-stress. La sobreexpressió d'aquest Hrd1 podria actuar com a regulador positiu en els processos d'activació i diferenciació de les cèl·lules T CD4. En l'entorn inflamatori, permet estabilitzar les cèl·lules T reguladores supressives (Tregs). En relació amb la regulació de cèl·lules B, el complex Ubiquitina Ligasa Hrd1 participa en l'eliminació de cèl·lules pre-B. La pèrdua del complex SEL1L desencadena un bloqueig en la transició de cèl·lules precursores de cèl·lules B a cèl·lules B que provoca una proliferació d'aquestes juntament amb una constant senyalització del receptor pre-BCR. Aquest receptor és reconegut pel complex SEL1L-HRD1 com a substrat ERAD, cosa que permet la seva eliminació i, conseqüentment, la reducció de proliferació de cèl·lules pre-B.

#### HRD1 en malalties inflamatòries autoimmunitàries
L’expressió d’HRD1 s'incrementa en fibroblasts sinovials de pacients amb artritis reumatoide. L’expressió elevada promou el desenvolupament de l’artritis reumatoide suprimint la mort dels fibroblasts sinovials mitjançant activitat antiapoptòtica. El complex Ubiquitina Ligasa Hrd1 utilitza diferents mecanismes moleculars per fer les seves funcions antiapoptòtiques. Per una banda, modifica l’orientació del sensor de ER-stress IREα, mecanisme que condueix a la divisió de la caspasa-12 i provoca l’apoptosi cel·lular, evitant així el desencadenament d’aquesta. Per altra banda, promou la progressió i supervivència cel·lular actuant sobre el gen supressor de tumors p53. A més a més, permet reconèixer HLA-B27 mal plegat, dímer implicat en l’artritis inflamatòria, i induir la seva degradació. També s'està estudiant un possible vincle amb altres malalties autoimmunitàries, ja que els pacients que les presenten mostren una sobreexpressió de Hrd1. Entre elles es troba l’esclerosi múltiple, en la qual es presenta aquest augment en les cèl·lules T dels pacients, cèl·lules en les quals el complex Ubiquitina Ligasa Hrd1 té un paper important en la seva activació. Per altra banda, s'ha vist una relació amb malalties autoimmunitàries sistèmiques com el lupus. El mecanisme Fas és un mecanisme clau per l'eliminació de cèl·lules B autoreactives no desitjades i la relació que manté amb el complex Hrd1 fa sospitar que aquest també està implicat en aquesta regulació.
HRD1 en la degradació basal de HMGR
La síntesi d'esterols és regulada per l'enzim HMGR. La sobreexpressió d'Hrd1 en cèl·lules sense esterols accelera de degradació basal de HMGR, evitant la sobreexpressió d'aquest enzim i així prevenir la formació d'agregats vesícules al reticle endoplasmàtic. La degradació regulada per esterols de HMGR hauria d'implicar una altra ubiquitina ligasa E3, que encara no ha estat indentificada.
HRD1 com a regulador de la formació d'agresomes OPTN
Generalment, els agresomes es localitzen al centre organitzador de microtúbuls i es co-localitzen amb marcadors agressius com la γ-tubulina. Les cèl·lules enriquides en Hrd1 endogen tenen la capacitat de formar agresomes OPTN. La manca d’aquest complex fa que aquests agresomes no puguin madurar i, en canvi, formin petites agregacions.